# ステパン・マームロフ
ステパン・ソロモノヴィチ・マームロフ（Степан Соломонович Мамулов；1902年 - 1976年）は、ソ連のチェキスト。中将。

## 経歴
チフリス出身。雑貨店店主の息子。1917年から板金工として働く。
1921年2月から民警で働く。1921年8月、ロシア共産党（ボリシェビキ）に入党。1922年-1923年、労農赤軍で勤務。1923年-1927年にアブハジア、1927年からグルジア、1931年からカザフスタン、1933年からドニエプロペトロフスクの党業務。1936年5月3日からグルジア共産党（ボリシェビキ）中央委員会指導党機関課副主任、同年10月8日から主任。1937年からソ連最高会議代議員。1937年10月-1938年2月、トビリシ市委員会第三書記、1938年2月からグルジア共産党（ボリシェビキ）中央委員会農業課主任。この間、ラヴレンチー・ベリヤと親しくなる。
ベリヤが内務人民委員部（NKVD）に移り、自分の子分を抜擢し始めると、マームロフは1938年12月にモスクワに呼ばれ、1939年1月3日、ソ連NKVD秘書局第一副局長に任命された。同年8月16日、秘書局長。
1946年4月22日からソ連内務次官となり、鉱山・冶金企業収容所総局、林業収容所局、ダリストロイ、物資・機材補給局、計画課、公文書総局、輸送課、第2特殊課（作戦機材）及び第3特殊課（国家警護）の業務を監督した。1951年までに、全ての収容所関連局が彼の管轄下にあった。
スターリンの死と、ベリヤ指導下での内務省と国家保安省の統合後、マームロフは、統合された新しい省の秘書局を指揮し、内務省参事会参事となった。1953年4月10日に解任され、中央委員会党・コムソモール・労働組合人事課副主任としてグルジアに左遷された。ベリヤ逮捕後、マームロフも6月30日に拘禁された。1954年9月38日、ソ連最高裁判所軍事部会により、自由剥奪15年を言い渡された。
1968年6月28日、刑期満了により釈放された。
死後の2013年、上記の判決が取り消され、名誉回復された。